# Iglesia prioral de nuestra señora de Cardigan
La Iglesia prioral de nuestra señora de Cardigan (en inglés: The Priory Church of Our Lady of Cardigan) se encuentra en Cardigan, centro-oeste de Gales en el Reino Unido.
Los documentos conservados en la Catedral de Gloucester permitene concluir que Gilbert de Clare concedió el priorato  de Cardigan a la Abadía de Gloucester antes de su muerte; ergo su fecha de fundación se establece cerca del 1110 o 1115.
El convento se disolvió en 1538, después de lo cual la iglesia queda iglesia parroquial, y lo demás se convierte en una mansión y fue concedido a Bisham, Berkshire, y posteriormente a William y Mary Cavendish (1539-1540).